# Lliga Nacional de Nova Zelanda
La Lliga Nacional de Nova Zelanda (en anglès: New Zealand National League) és la principal lliga de futbol de Nova Zelanda.
La competició va ser creada l'any 2021, com a successora del New Zealand Football Championship. La disputen deu equips classificats de les seves lligues regionals, quatre de la Northern League, tres de la Central League, dos de la Southern League i una plaça automàtica per a Wellington Phoenix Reserves. Les competicions regionals es juguen entre març i setembre, mentre que la fase final es disputa a continuació.

Zones de les lligues regionals.

Els dos equips amb més puntuació es classifiquen per la OFC Champions League cada temporada.

## Historial
Font:

### Lligues regionals
| Temporada | Northern League | Central League     | Southern League     |
| --------- | --------------- | ------------------ | ------------------- |
| 2021      | Auckland City   | Wellington Olympic | Cashmere Technical  |
| 2022      | Auckland City   | Wellington Olympic | Christchurch United |
| 2023      |                 | Wellington Olympic |                     |

### Campionat
| Temporada | Grand Final         | Grand Final | Grand Final        |
| Temporada | Campió              | Resultat    | Finalista          |
| --------- | ------------------- | ----------- | ------------------ |
| 2021      | Miramar Rangers (1) | 7–2         | Wellington Olympic |
| 2022      | Auckland City (1)   | 3–2         | Wellington Olympic |